# Hyundai i20
Hyundai i20 (транскр. Хјундаи i20) (кореј. 현대 i20) је аутомобил који производи јужнокорејска фабрика аутомобила Хјундаи. Производи се од 2008. до данас. I20 је дебитовао на Салону аутомобила у Паризу у октобру 2008. и налази се између i10 и i30. I20 замењује гец на скоро свим тржиштима, док је неколико тржишта добило нешто већи асент/верна хечбек да га замени.
Тренутно највећа тржишта за i20 су Европа и Индија, са две различите варијације које се развијају како би се задовољило свако тржиште.

## Историјат

### Прва генерација (2008–2015)
Хјундаи i20 користи потпуно нову платформу која је креирана у Хјундаијевом европском техничком центру у Риселсхајму како би се омогућило Хјундаију да пређе у европски високо конкурентни субкомпактни Б сегмент. Међуосовинско растојање од 2,525 mm помаже да i20 добије издашну путничку кабину. Вешање прати супермини норму МекФерсон подупирача на предњем делу и торзионе греде на задњем крају, са зупчаником и летвом.
Мало унапређена верзија i20, названа ајГен i20, почела је да се продаје у Индији у марту 2012. године са измењеним фаровима, новом предњом решетком, задњим светлима и светлима за маглу. Следи филозофију дизајна „Флуидн скулпчур“ са благо претераним моторима. Модел нове генерације, познат као елајт i20 у Индији, лансиран је у Индији 11. августа 2014. иу Европи на Салону аутомобила у Паризу 2014. године.
I20 се није продавао у Јужној Кореји, Северној Америци и на Филипинима јер та тржишта имају асент. I20 је укинут на индонежанском тржишту 2012. године због увођења Аццент хечбека, који је тамо познат као Гранд Авега.

I20 је произведен у Сриперумбудуру (близу Ченаја), Индија за продају у Азији и Океанији, а касније је такође састављен у Турској (Измит фабрика) за европско тржиште од стране ЦКД комплета из Индије.
- I генерација, предњи поглед
- I генерација, задњи поглед, Хечбек (Комбилимузина) 3-Врата
- I генерација, задњи поглед, Хечбек (Комбилимузина) 5-Врата
- I генерација, редизајн, предњи поглед
- I генерација, редизајн, задњи поглед, Хечбек (Комбилимузина) 5-Врата
- I генерација, редизајн, задњи поглед, Хечбек (Комбилимузина) 3-Врата
- Ентеријер, редизајн

### Друга генерација (2014–2021)
Друга генерација i20 има нови дизајн екстеријера и ентеријера, као и нови 1,4-литарски дизел мотор.
Лансиран је у августу 2014. у Индији, а у новембру 2014. у Европи. Дизајн аутомобила користи Хјундаијеву филозофију дизајна 'Флуидик Скулпчур 2.0'. Дизајн за аутомобил је развијен у Хјундаијевим дизајнерским објектима у Риселсхајму у Немачкој.

Неке од дизајнерских карактеристика новог i20 укључују трапезоидна светла за маглу, црни блок Ц стубова, обмотана задња светла, прерађена предња светла и хексагоналну предњу решетку. Унутрашњост има црну и беж контролну таблу са двоструким тоновима, аудио контроле монтиране на више управљача, Блутут интегрисани 2 ДИН аудио са УСБ и Аукс улазима са 1 GB интерне меморије, задње отворе за вентилацију, наменско дугме за покретање/заустављање мотора и аутоматску температуру контрола. I20 са 5 врата је првобитно дизајниран са задњим светлима у облику бумеранга (као што је видљиво на шпијунским снимцима), али је цео задњи део возила редизајниран пре лансирања.
- II генерација, предњи поглед
- II генерација, задњи поглед, Хечбек (Комбилимузина) 5-Врата
- II генерација, предњи поглед, 3-Врата
- II генерација, задњи поглед, Хечбек (Комбилимузина) 3-Врата
- II генерација, редизајн, предњи поглед
- II генерација, редизајн, задњи поглед, Хечбек (Комбилимузина)
- Ентеријер, редизајн

### Трећа генерација (2020–)
Трећа генерација i20 представљена је онлајн за европско тржиште 19. фебруара 2020. Требало је да дебитује на 90. Салону аутомобила у Женеви у марту 2020. године, али су изложба и лансирање отказани због пандемије КОВИД-19.

Трећа генерација i20 је већа и нижа од претходне генерације, њен дизајн сада користи најновију Хјундаијеву филозофију дизајна „Синсуоус Спортинес“, која садржи редизајниран спољашњи и унутрашњи стил. Ново је то да је овај i20 убачен у Хјундаијев спортски Н тим, а модел се зове Хјундаи i20N.
- III генерација, предњи поглед
- III генерација, задњи поглед, Хечбек (Комбилимузина)
- Ентеријер